# Say (miasto)
Say – miasto w południowo-zachodnim Nigrze, w regionie Tillabéri, w departamencie Say, którego jest stolicą. Według danych szacunkowych na rok 2013 liczy 14 706 mieszkańców.